# 林登 (愛荷華州)
林登（英語：Linden）是一個位於美國愛荷華州達拉斯縣的城市。

## 地理
林登的座標為41°38′37″N 94°16′13″W / 41.64361°N 94.27028°W，而該地的平均海拔高度為341米（即1119英尺）。

## 人口
根據2010年美國人口普查的數據，林登的面積為2.05平方千米，當中陸地面積為2.05平方千米，而水域面積為0.00平方千米。當地共有人口199人，而人口密度為每平方千米97人。